# Premi Emmy 2015

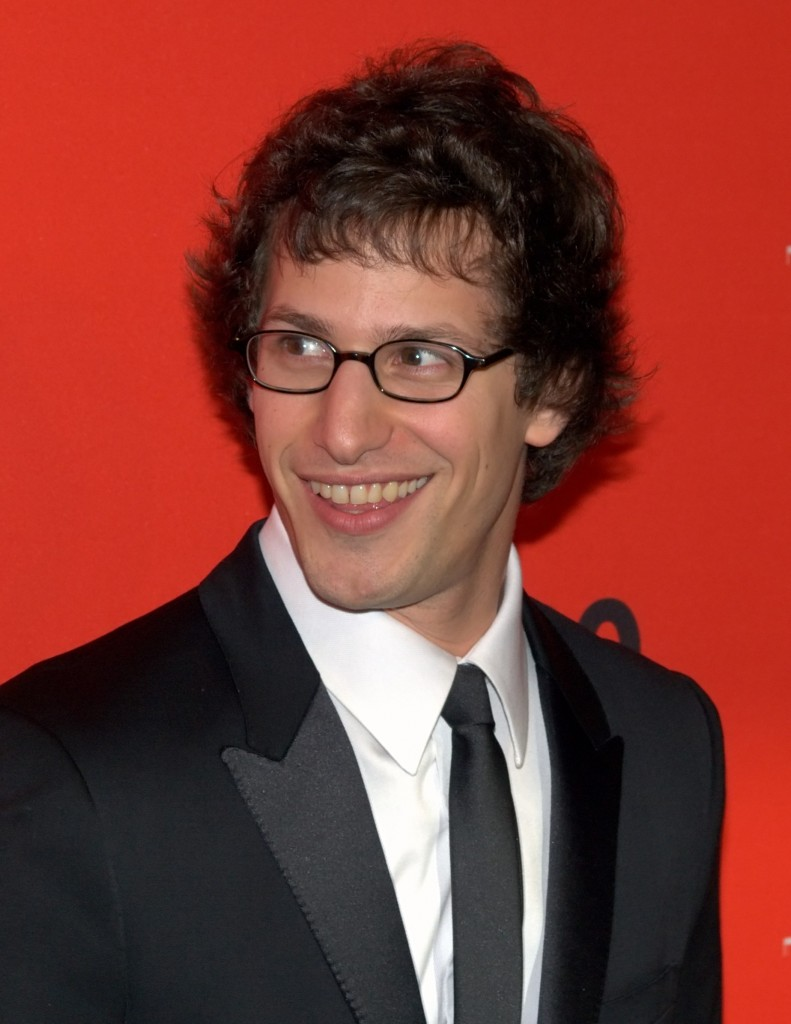
Andy Samberg ha presentato la 67ª edizione dei Primetime Emmy Awards

La cerimonia della 67ª edizione dei Primetime Emmy Awards (67th Primetime Emmy Awards) si è tenuta al Microsoft Theatre di Hollywood, a Los Angeles, il 20 settembre 2015.
La cerimonia è stata presentata da Andy Samberg e trasmessa in diretta televisiva dal network Fox.
In Italia è andata in onda su Rai 4. Le candidature erano state annunciate da Uzo Aduba e Cat Deeley, insieme al CEO dell'Academy Bruce Rosenblum, il 16 luglio 2015 al Pacific Design Center di West Hollywood.

## Primetime Emmy Awards
L'edizione del 2015 dei Primetime Emmy Awards, rispetto alla precedente, è ritornata ad essere celebrata in una domenica di settembre, con l'introduzione di novità di rilievo nel regolamento da parte dell'Academy of Television Arts & Sciences, tra le quali:
- il numero di candidature nelle due categorie principali, miglior serie commedia e miglior serie drammatica, aumenta da sei a sette;
- in principio le serie televisive sono considerate "commedie" se composte da episodi da non più di trenta minuti, "drammatiche" in caso contrario; tuttavia un'apposita giuria vaglierà i casi dubbi: Orange Is the New Black, l'anno precedente candidata a miglior serie commedia, è stata ad esempio ritenuta una serie drammatica[5];
- le categorie riservate alle miniserie ospitano solo programmi in edizione limitata, ossia i programmi dalla durata complessiva entro i 150 minuti o che comunque abbiano una trama e dei personaggi non destinati a ricorrere in stagioni successive, non più candidabili a discrezione dei produttori nelle categorie per le serie drammatiche; l'anno precedente aveva infatti suscitato delle critiche la scelta di ammettere la prima stagione di True Detective tra le serie drammatiche, a differenza di altre dalle stesse caratteristiche ammesse come miniserie;
- nelle categorie dedicate alle migliori guest star non sono più ammessi personaggi che ricorrono in più di metà degli episodi della stagione considerata;
- la categoria miglior varietà è stata suddivisa distinguendo tra i programmi di genere talk show e quelli dedicati prevalentemente a sketch comici.

La cerimonia, presentatata da Andy Samberg, ha visto salire sul palcoscenico per annunciare i vincitori: Jaimie Alexander, Anthony Anderson, Adrien Brody, Mel Brooks, Reg E. Cathey, James Corden, Jamie Lee Curtis, Joan Cusack, Viola Davis, Tina Fey, Will Forte, Lady Gaga, Ricky Gervais, Maggie Gyllenhaal, Colin Hanks, Marcia Gay Harden, Lena Headey, Taraji P. Henson, Terrence Howard, LL Cool J, Mindy Kaling, Keegan-Michael Key, Jimmy Kimmel, Zachary Levi, Rob Lowe, Jane Lynch, Margo Martindale, Ben McKenzie, Seth Meyers, John Oliver, Jordan Peele, Amy Poehler, Emma Roberts, Gina Rodriguez, Tracee Ellis Ross, Fred Savage, Liev Schreiber, Amy Schumer, John Stamos, Eric Stonestreet, Kerry Washington e Bradley Whitford. Tracy Morgan ha presentato il premio miglior serie drammatica in chiusura della cerimonia.
Il Trono di Spade, riconosciuta miglior serie drammatica, è stata la serie televisiva più premiata, prevalendo complessivamente in dodici diverse categorie. Veep - Vicepresidente incompetente è stata eletta miglior serie commedia, risultando anche la comedy più premiata insieme a Transparent, ottenendo cinque statuette. Olive Kitteridge e Bessie sono stati la miglior miniserie e il miglior film per la televisione. Viola Davis è diventata la prima donna afroamericana a vincere il premio alla miglior attrice protagonista in una serie drammatica, mentre Allison Janney ha conquistato il suo sesto Emmy in carriera vincendo nella categoria miglior attrice non protagonista in una serie commedia. Il premio miglior attrice protagonista in una commedia è andato per il quarto anno consecutivo a Julia Louis-Dreyfus, che arriva a sette statuette vinte in carriera contando anche quella ottenuta come produttrice per il premio alla miglior serie commedia, mentre Jon Hamm ha vinto il premio al miglior attore in una serie drammatica, categoria in cui era stato candidato anche nei sette anni precedenti senza mai vincere.
Per quanto riguarda le candidature, annunciate il 16 luglio 2015, tra le serie più nominate, spiccavano Il Trono di Spade, con 24 candidature, e American Horror Story: Freak Show, con 19 candidature, seguite al terzo posto da Olive Kitteridge, con 13 candidature. Bessie e Transparent erano stati invece il film per la televisione e la serie commedia più nominati. Tra i programmi e gli attori "snobbati" secondo i critici figurano la serie The Affair e Gina Rodriguez, che durante il precedente mese di gennaio erano stati premiati ai Golden Globe.
Segue l'elenco delle categorie premiate durante la cerimonia del 20 settembre con i rispettivi candidati. I vincitori sono indicati in cima all'elenco di ciascuna categoria. A seguire anche l'elenco delle altre categorie premiate durante la precedente cerimonia dei Primetime Creative Arts Emmy Awards.

### Programmi televisivi

#### Miglior serie drammatica
- Il Trono di Spade (Game of Thrones)
  - Better Call Saul
  - Downton Abbey
  - Homeland - Caccia alla spia (Homeland)
  - House of Cards - Gli intrighi del potere (House of Cards)
  - Mad Men
  - Orange Is the New Black

#### Miglior serie commedia
- Veep - Vicepresidente incompetente (Veep)
  - Louie
  - Modern Family
  - Parks and Recreation
  - Silicon Valley
  - Transparent
  - Unbreakable Kimmy Schmidt

#### Miglior miniserie
- Olive Kitteridge
  - American Crime
  - American Horror Story: Freak Show
  - The Honourable Woman
  - Wolf Hall

#### Miglior reality competitivo
- The Voice
  - The Amazing Race
  - Dancing with the Stars
  - Project Runway
  - So You Think You Can Dance
  - Top Chef

#### Miglior varietà talk show
- The Daily Show with Jon Stewart, trasmesso da Comedy Central
  - The Colbert Report, trasmesso da Comedy Central
  - Jimmy Kimmel Live!, trasmesso dalla ABC
  - Last Week Tonight with John Oliver, trasmesso dalla HBO
  - Late Show with David Letterman, trasmesso dalla CBS
  - The Tonight Show Starring Jimmy Fallon, trasmesso dalla NBC

#### Miglior varietà di sketch
- Inside Amy Schumer
  - Drunk History
  - Key & Peele
  - Portlandia
  - Saturday Night Live

### Recitazione

#### Miglior attore protagonista in una serie drammatica
- Jon Hamm, per aver interpretato Don Draper in Mad Men
  - Kyle Chandler, per aver interpretato John Rayburn in Bloodline
  - Jeff Daniels, per aver interpretato Will McAvoy in The Newsroom
  - Bob Odenkirk, per aver interpretato Jimmy McGill in Better Call Saul
  - Liev Schreiber, per aver interpretato Ray Donovan in Ray Donovan
  - Kevin Spacey, per aver interpretato Frank Underwood in House of Cards - Gli intrighi del potere

#### Miglior attrice protagonista in una serie drammatica
- Viola Davis, per aver interpretato Annalise Keating in Le regole del delitto perfetto
  - Claire Danes, per aver interpretato Carrie Mathison in Homeland - Caccia alla spia
  - Taraji P. Henson, per aver interpretato Loretha "Cookie" Lyon in Empire
  - Tatiana Maslany, per aver interpretato Beth, Sarah, Cosima, Alison, Helena, Rachel, Katja, Jennifer, Tony e Krystal in Orphan Black
  - Elisabeth Moss, per aver interpretato Peggy Olson in Mad Men
  - Robin Wright, per aver interpretato Claire Underwood in House of Cards - Gli intrighi del potere

#### Miglior attore protagonista in una serie commedia
- Jeffrey Tambor, per aver interpretato Maura Pfefferman in Transparent
  - Anthony Anderson, per aver interpretato Andre Johnson in Black-ish
  - Louis C.K., per aver interpretato sé stesso in Louie
  - Don Cheadle, per aver interpretato Marty Kaan in House of Lies
  - Will Forte, per aver interpretato Phil Miller in The Last Man on Earth
  - Matt LeBlanc, per aver interpretato sé stesso in Episodes
  - William H. Macy, per aver interpretato Frank Gallagher in Shameless

#### Miglior attrice protagonista in una serie commedia

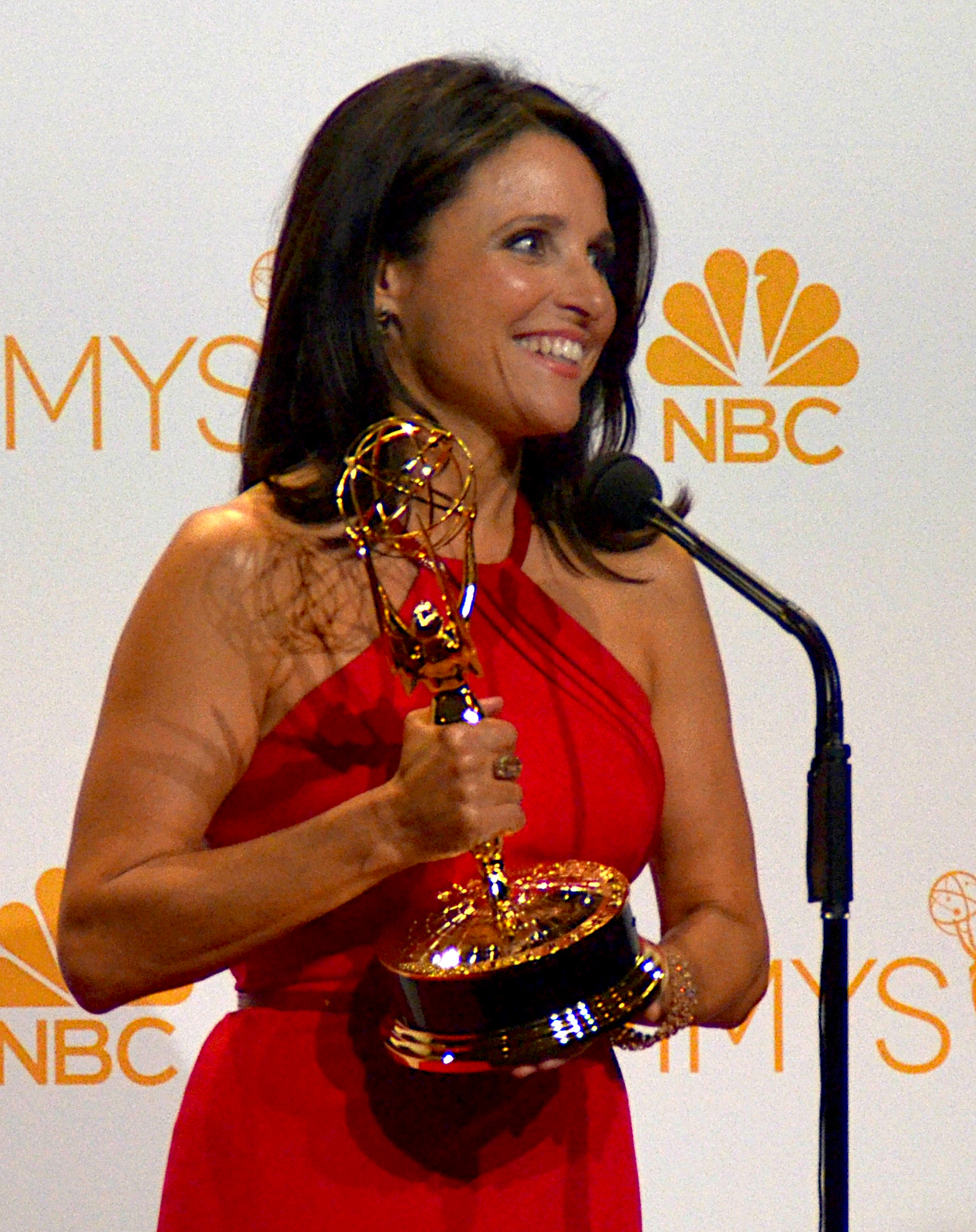
Julia Louis-Dreyfus è stata riconosciuta per il quarto anno consecutivo miglior attrice in una serie commedia

- Julia Louis-Dreyfus, per aver interpretato Selina Meyer in Veep - Vicepresidente incompetente
  - Edie Falco, per aver interpretato Jackie Peyton in Nurse Jackie
  - Lisa Kudrow, per aver interpretato Valerie Cherish in The Comeback
  - Amy Poehler, per aver interpretato Leslie Knope in Parks and Recreation
  - Amy Schumer, per aver interpretato sé stessa in Inside Amy Schumer
  - Lily Tomlin, per aver interpretato Frankie Bergstein in Grace and Frankie

#### Miglior attore protagonista in una miniserie o film
- Richard Jenkins, per aver interpretato Henry Kitteridge in Olive Kitteridge
  - Adrien Brody, per aver interpretato Harry Houdini in Houdini
  - Ricky Gervais, per aver interpretato Derek nello speciale finale di Derek
  - Timothy Hutton, per aver interpretato Russ in American Crime
  - David Oyelowo, per aver interpretato Peter Snowden in Nightingale
  - Mark Rylance, per aver interpretato Thomas Cromwell in Wolf Hall

#### Miglior attrice protagonista in una miniserie o film
- Frances McDormand, per aver interpretato Olive Kitteridge in Olive Kitteridge
  - Maggie Gyllenhaal, per aver interpretato Nessa Stein in The Honourable Woman
  - Felicity Huffman, per aver interpretato Barb in American Crime
  - Jessica Lange, per aver interpretato Elsa Mars in American Horror Story: Freak Show
  - Queen Latifah, per aver interpretato Bessie in Bessie
  - Emma Thompson, per aver interpretato Mrs. Lovett in Sweeney Todd: The Demon Barber of Fleet Street (Live from Lincoln Center)

#### Miglior attore non protagonista in una serie drammatica

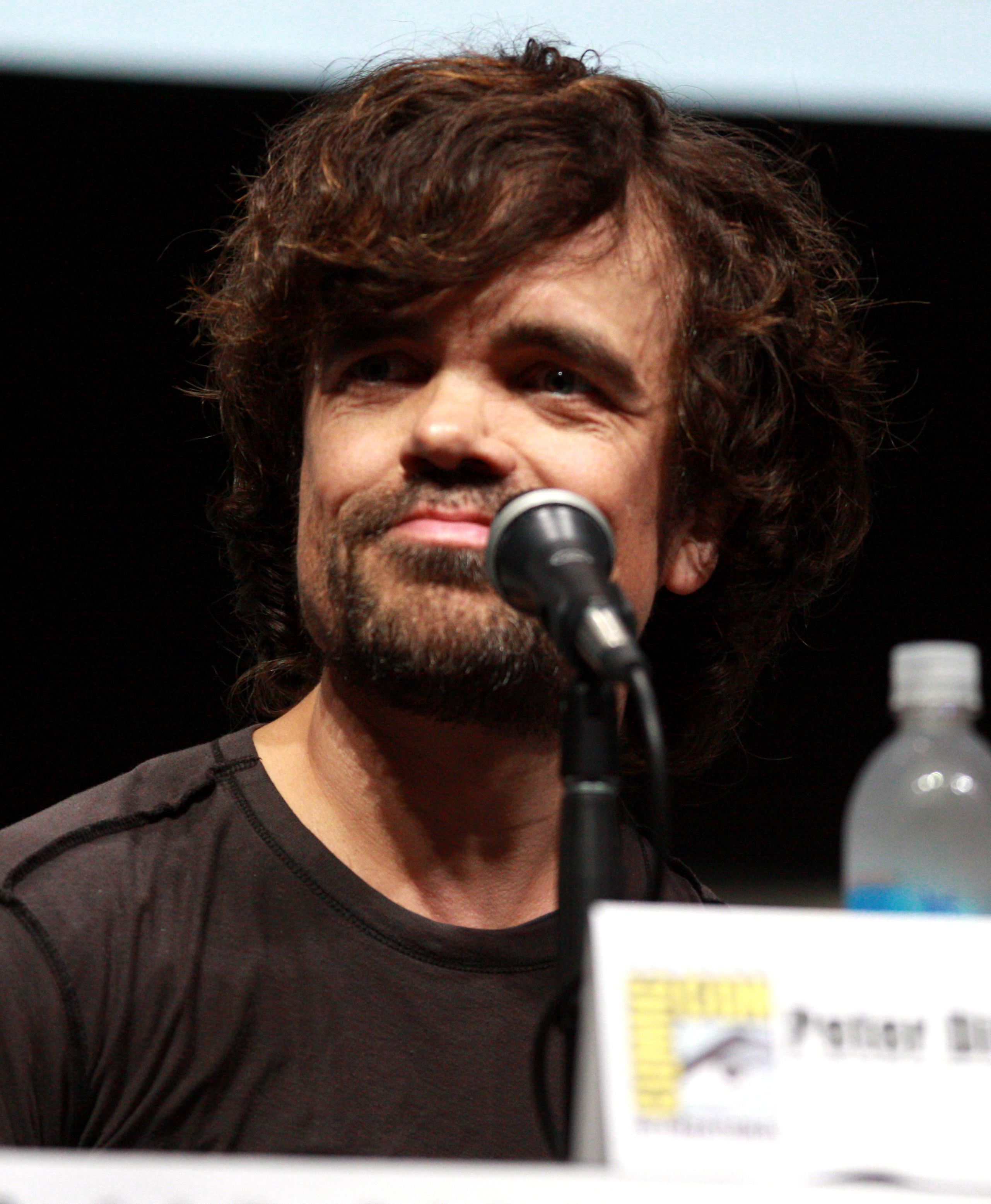
Peter Dinklage, miglior attore non protagonista in una serie drammatica

- Peter Dinklage, per aver interpretato Tyrion Lannister ne Il Trono di Spade
  - Jonathan Banks, per aver interpretato Mike Ehrmantraut in Better Call Saul
  - Jim Carter, per aver interpretato Charles Carson in Downton Abbey
  - Alan Cumming, per aver interpretato Eli Gold in The Good Wife
  - Michael Kelly, per aver interpretato Doug Stamper in House of Cards - Gli intrighi del potere
  - Ben Mendelsohn, per aver interpretato Danny Reyburn in Bloodline

#### Miglior attrice non protagonista in una serie drammatica
- Uzo Aduba, per aver interpretato Suzanne Warren in Orange Is the New Black
  - Christine Baranski, per aver interpretato Diane Lockhart in The Good Wife
  - Emilia Clarke, per aver interpretato Daenerys Targaryen ne Il Trono di Spade
  - Joanne Froggatt, per aver interpretato Anna Bates in Downton Abbey
  - Lena Headey, per aver interpretato Cersei Lannister ne Il Trono di Spade
  - Christina Hendricks, per aver interpretato Joan Harris in Mad Men

#### Miglior attore non protagonista in una serie commedia
- Tony Hale, per aver interpretato Gary Walsh in Veep - Vicepresidente incompetente
  - Andre Braugher, per aver interpretato il capitano Ray Holt in Brooklyn Nine-Nine
  - Tituss Burgess, per aver interpretato Titus Andromedon Unbreakable Kimmy Schmidt
  - Ty Burrell, per aver interpretato Phil Dunphy in Modern Family
  - Adam Driver, per aver interpretato Adam Sackler in Girls
  - Keegan-Michael Key, per aver interpretato vari personaggi in Key & Peele

#### Miglior attrice non protagonista in una serie commedia
- Allison Janney, per aver interpretato Bonnie in Mom
  - Mayim Bialik, per aver interpretato Amy Farrah Fowler in The Big Bang Theory
  - Julie Bowen, per aver interpretato Claire Dunphy in Modern Family
  - Anna Chlumsky, per aver interpretato Amy Brookheimer in Veep - Vicepresidente incompetente
  - Gaby Hoffmann, per aver interpretato Ali Pfefferman in Transparent
  - Jane Krakowski, per aver interpretato Jacqueline Voorhees in Unbreakable Kimmy Schmidt
  - Kate McKinnon, per aver interpretato vari personaggi in Saturday Night Live
  - Niecy Nash, per aver interpretato Denise Ortley in Getting On

#### Miglior attore non protagonista in una miniserie o film

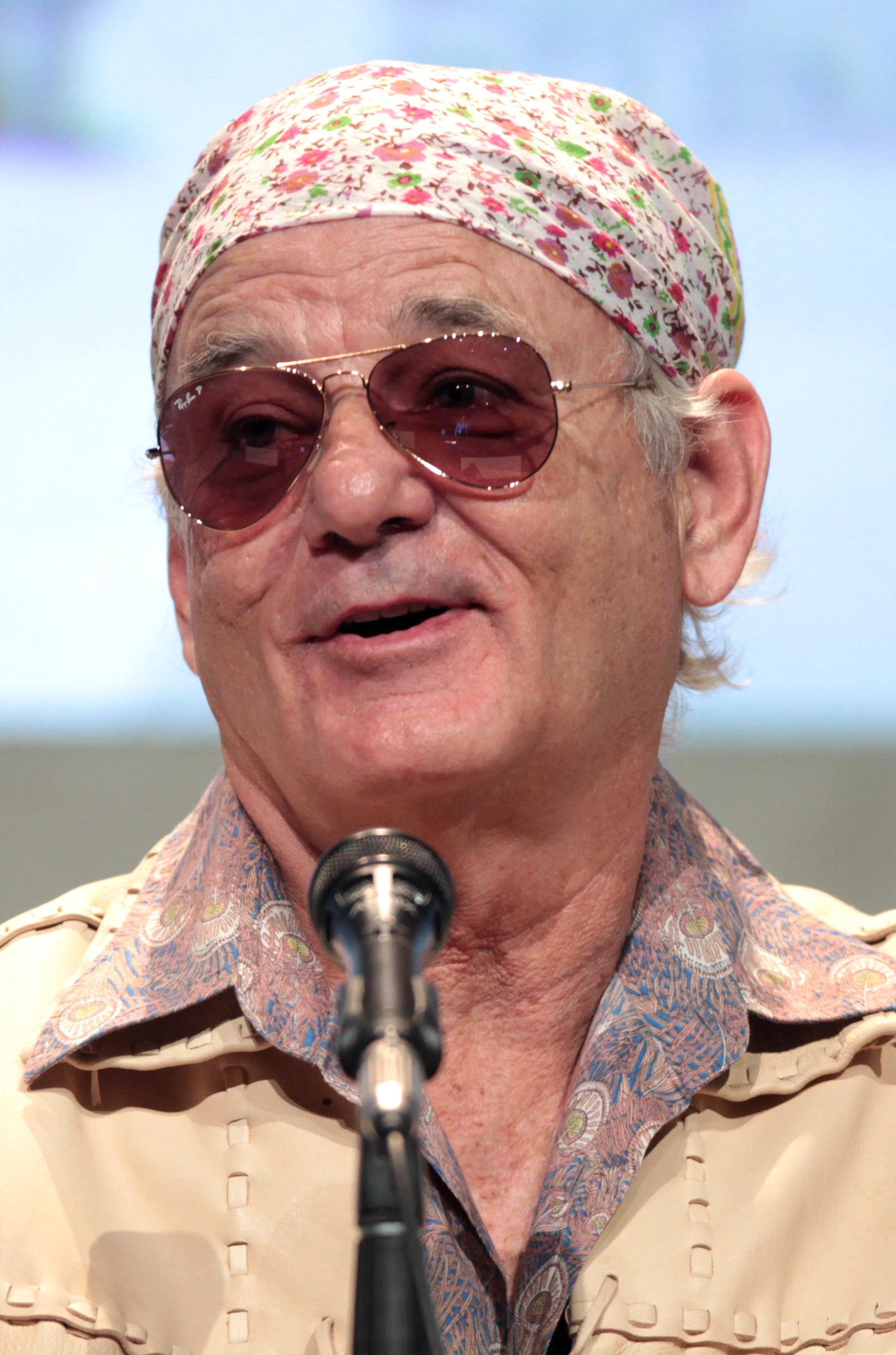
Bill Murray, miglior attore non protagonista in una miniserie o film

- Bill Murray, per aver interpretato Jack Kenninson in Olive Kitteridge
  - Richard Cabral, per aver interpretato Hector Tonz in American Crime
  - Michael Kenneth Williams, per aver interpretato Jack Gee in Bessie
  - Damian Lewis, per aver interpretato Enrico VIII in Wolf Hall
  - Denis O'Hare, per aver interpretato Stanley in American Horror Story: Freak Show
  - Finn Wittrock, per aver interpretato Dandy Mott in American Horror Story: Freak Show

#### Miglior attrice non protagonista in una miniserie o film
- Regina King, per aver interpretato Aliyah Shadeed in American Crime
  - Angela Bassett, per aver interpretato Desiree Dupree in American Horror Story: Freak Show
  - Kathy Bates, per aver interpretato Ethel Darlin in American Horror Story: Freak Show
  - Zoe Kazan, per aver interpretato Denise Thibodeau in Olive Kitteridge
  - Mo'Nique, per aver interpretato Ma Rainey in Bessie
  - Sarah Paulson, per aver interpretato Dot e Bette Tattler in American Horror Story: Freak Show

### Regia

#### Miglior regia per una serie drammatica
- David Nutter, per l'episodio Madre misericordiosa de Il Trono di Spade
  - Lesli Linka Glatter, per l'episodio Operazione Haqqani di Homeland - Caccia alla spia
  - Jeremy Podeswa, per l'episodio Le Serpi delle Sabbie de Il Trono di Spade
  - Steven Soderbergh, per l'episodio Method and Madness di The Knick
  - Tim Van Patten, per l'episodio Eldorado di Boardwalk Empire - L'impero del crimine

#### Miglior regia per una serie commedia

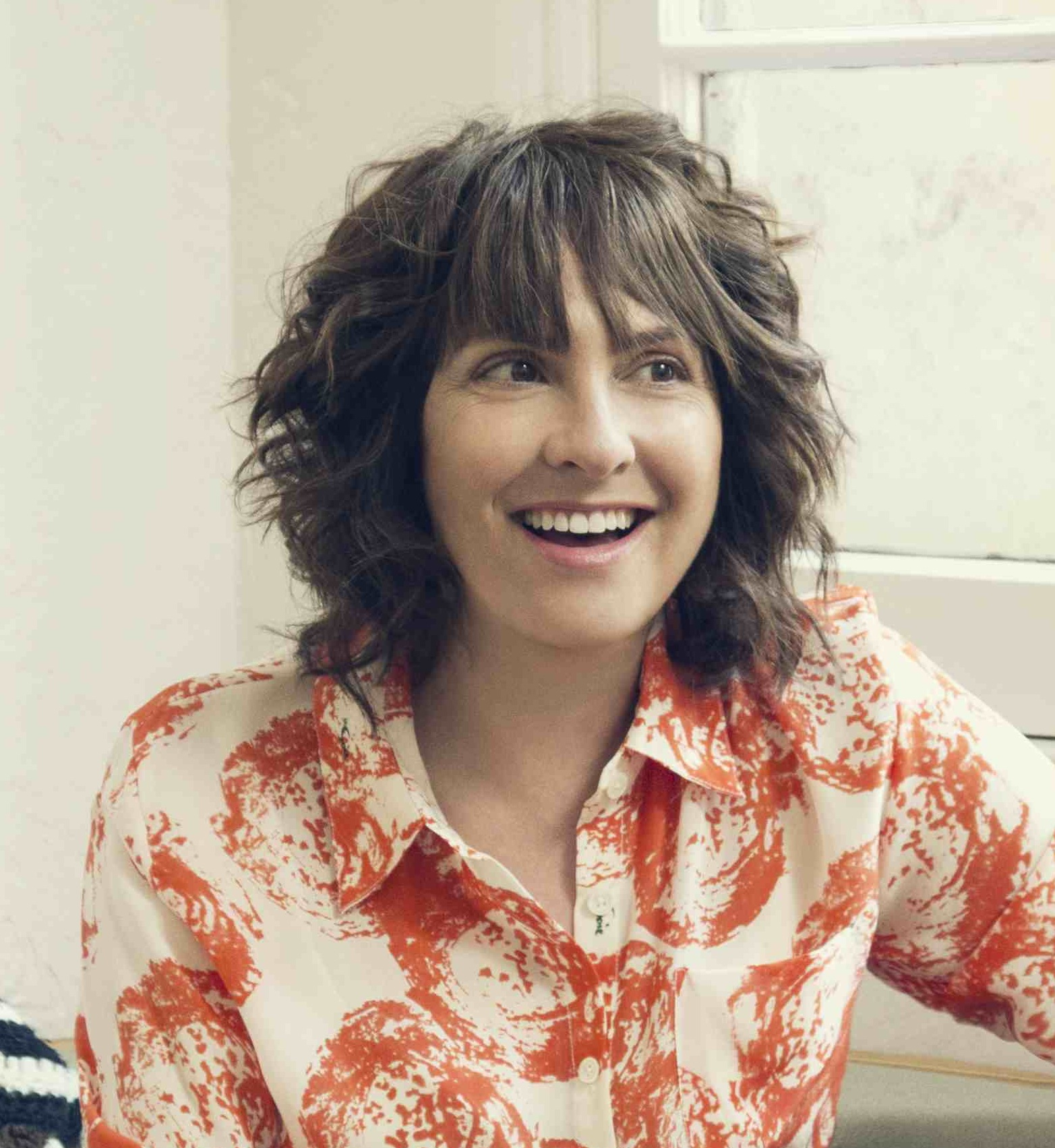
Jill Soloway, autrice e regista di Transparent

- Jill Soloway, per l'episodio Gita autunnale di Transparent
  - Louis C.K., per l'episodio Sleepover di Louie
  - Armando Iannucci, per l'episodio Testimony di Veep - Vicepresidente incompetente
  - Mike Judge, per l'episodio Sand Hill Shuffle di Silicon Valley
  - Phil Lord e Chris Miller, per l'episodio Alive in Tucson di The Last Man on Earth

#### Miglior regia per un film, miniserie o speciale drammatico
- Lisa Cholodenko, per Olive Kitteridge
  - Hugo Blick, per The Honourable Woman
  - Uli Edel, per Houdini
  - Peter Kosminsky, per Wolf Hall
  - Ryan Murphy, per l'episodio Il circo degli orrori di American Horror Story: Freak Show
  - Dee Rees, per Bessie
  - Tom Shankland, per la prima stagione di The Missing

#### Miglior regia per un varietà
- Chuck O'Neil, per la puntata 20x103 di The Daily Show with Jon Stewart
  - Dave Diomedi, per la puntata 2x03 del The Tonight Show Starring Jimmy Fallon
  - Jerry Foley, per la puntata 42x14 del Late Show with David Letterman
  - James Hoskinson, per la puntata 11x40 di The Colbert Report
  - Amy Schumer e Ryan McFaul, per la puntata 12 Angry Men Inside Amy Schumer di Inside Amy Schumer

### Sceneggiatura

#### Miglior sceneggiatura per una serie drammatica
- David Benioff e D.B. Weiss, per l'episodio Madre misericordiosa de Il Trono di Spade
  - Joshua Brand, per l'episodio Do Mail Robots Dream of Electric Sheep? di The Americans
  - Semi Chellas e Matthew Weiner, per l'episodio Orizzonte perduto di Mad Men
  - Gordon Smith, per l'episodio Five-O di Better Call Saul
  - Matthew Weiner, per l'episodio Da persona a persona di Mad Men

#### Miglior sceneggiatura per una serie commedia
- Simon Blackwell, Armando Iannucci e Tony Roche, per l'episodio Election Night di Veep - Vicepresidente incompetente
  - Alec Berg, per l'episodio Two Days of the Condor di Silicon Valley
  - Louis C.K., per l'episodio Bobby's House di Louie
  - David Crane e Jeffrey Klarik, per l'episodio 4x09 di Episodes
  - Will Forte, per l'episodio Alive in Tucson di The Last Man on Earth
  - Jill Soloway, per l'episodio Rivelazioni di Transparent

#### Miglior sceneggiatura per un film, miniserie o speciale drammatico
- Jane Anderson, per Olive Kitteridge
  - Hugo Blick, per The Honourable Woman
  - Stephen Merchant, Gene Stupnitsky e Lee Eisenberg, per Hello Ladies: The Movie
  - Dee Rees, Christopher Cleveland, Bettina Gilois e Horton Foote, per Bessie
  - John Ridley, per l'episodio pilota di American Crime
  - Peter Straughan, per Wolf Hall

#### Miglior sceneggiatura per un varietà
- Autori di The Daily Show with Jon Stewart
  - Autori di The Colbert Report
  - Autori di Inside Amy Schumer
  - Autori di Key & Peele
  - Autori di Last Week Tonight with John Oliver